# Agogiek (muziek)
In de muziek spreekt men van agogiek wanneer een uitvoerder op grond van interpretatie ritmisch minuscule veranderingen doorvoert, verschillend van wat in de partituur genoteerd staat, of speelt met minieme tempoveranderingen. Zo kent de musicus 'agogische accenten', waarbij een toon een fractie verschoven gespeeld wordt ten opzichte van de tel waarop deze genoteerd staat. De musicus onderscheidt een vroeg en een laat agogisch accent. Agogische accenten zijn vooral van belang in barokmuziek op instrumenten die geen of weinig dynamiek  kennen, zoals het orgel en het klavecimbel, maar ook op moderne instrumenten wordt dikwijls met agogiek gespeeld, afhankelijk van de stijl van de compositie.
Feitelijk behoren ook alle aangegeven tempoveranderingen als accelerando, stringendo, rallentando, ritenuto, calando en smorzando tot het gebied der muzikale agogiek.